# 2. Serenade (Brahms)

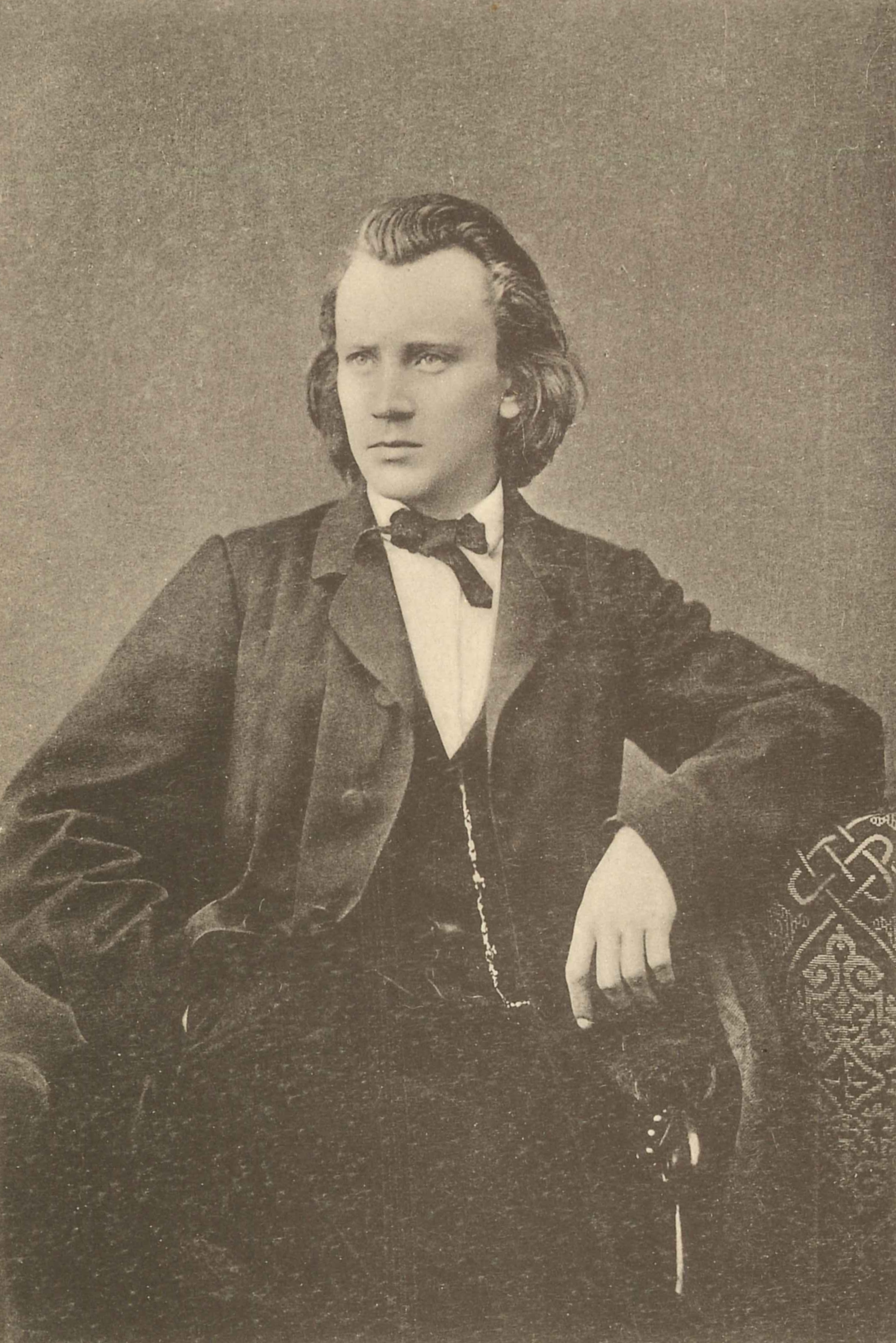
Johannes Brahms um 1865

Die Serenade Nr. 2 A-Dur op. 16 ist, wie auch ihr Schwesterwerk, die Serenade Nr. 1, ein Resultat intensiver Beschäftigung von Johannes Brahms mit Bläserserenaden Mozarts und Sinfonien Haydns Ende der 1850er-Jahre. Auffällig ist die Orientierung des Komponisten an der Harmoniemusiktradition und Mozarts Bläserserenaden. Brahms Verstärkung der Bassregion durch Violen und Celli gegenüber dem in der Harmoniemusik üblichem Kontrabass wird fälschlich immer wieder als „Verzicht auf Violinen“ benannt.

## Entstehung
Johannes Brahms war ab September 1857 bis zum Jahr 1859 jeweils von September bis Dezember am Detmolder Fürstenhof als Konzertpianist, Dirigent des Hofchores sowie Klavierlehrer der Prinzessin Friederike tätig. Dort studierte er Sinfonien von Joseph Haydn und ließ sich von dem befreundeten Geiger Joseph Joachim Partituren der Serenaden Wolfgang Amadeus Mozarts zusenden. Die Komposition der 2. Serenade begann spätestens im Herbst 1858. Brahms zeigte Entwürfe zunächst Julius Otto Grimm und schickte Clara Schumann im Dezember 1858 den 1. Satz, im September 1859 dann auch 3. und 4. Satz. Die Arbeiten an dem Werk dauerten bis zur Uraufführung Anfang 1860 an.

## Charakterisierung

### Besetzung und Aufführungsdauer
Die 2. Serenade ist für Bläser und tiefe Streicher gesetzt: Piccoloflöte, zwei Flöten, zwei Oboen, zwei Klarinetten, zwei Fagotte, zwei Hörner in E, Bratschen, Violoncelli und Kontrabässe. Das Piccolo wird nur im Schlussrondo eingesetzt. Brahms selbst empfahl eine Streicherbesetzung mit 8 oder mehr Bratschen, 6 Celli und 4 Kontrabässen.
Der Einsatz der tiefen Streicher (Brahms sollte diese Praxis später im 1. Teil des Deutschen Requiems wiederholen) verleiht dem Werk einen etwas verhangen-dunkel wirkenden Charakter. Zugleich wird so eine Bevorzugung der Bläser bei den melodisch-thematischen Abläufen erreicht und die 2. Serenade klanglich in die Nähe Mozart’scher Bläserserenaden gerückt (so dessen Gran Partita, einer Bläserserenade mit Kontrabass), während die etwas früher komponierte, ausgedehntere und größer besetzte 1. Serenade der Sinfonik Haydns näher steht.
Die Aufführungsdauer des fünfsätzigen Werkes beträgt in der Regel etwas mehr als 30 Minuten.

### Sätze
- I. Allegro moderato. Der erste Satz folgt der Sonatensatzform, verzichtet jedoch auf Wiederholung der Exposition. Satzbeherrschend ist ein choralartiges, von Sexten geprägtes Hauptthema. Das in Terzen intonierte, doppelpunktierte Seitenthema fehlt in der Durchführung ganz und wird erst in der leise verklingenden Coda bestimmend.
- II. Scherzo, Vivace. Der kurze Satz folgt einer Dacapo-Form (Scherzo – Trio – Scherzo mit Coda). Die rhythmische Wirkung des Scherzos wird durch hemiolische Einordnung eines im Zweiertakt stehenden Motivs in einen schnellen Dreivierteltakt erzielt. Kontrastierend wirkt die weiche Sextenmelodik des Trios.
- III. Adagio. Der dreiteilige Satz (A – B – A‘ mit Durchführung zwischen B und A‘) wird von einer Bläserkantilene über einem achtmal in verschiedenen Tonarten wiederholten Bassthema eröffnet, der Teil ist somit eine freie Passacaglia. Am Beginn des Mittelteils steht ein ausdrucksvolles Hornthema. Clara Schumann urteilte über das Adagio: „Es ist wunderbar schön! […]. Das ganze Stück hat etwas Kirchliches, es könnte ein Eleison sein.“[1]
- IV. Quasi Menuetto. Auch der vierte Satz folgt einer Dacapo-Form (Menuett und Trio, jeweils zweiteilig) mit kurzer Coda. Das Hauptthema des Menuetts ist durch seinen durchbrochenen Satz gekennzeichnet.
- V. Rondo, Allegro. Der Schlusssatz verbindet Elemente des Rondo mit der Sonatensatzform. Das einfach rhythmisierte Hauptthema bezieht seine spielerische Vitalität aus Achteltriolen.

## Uraufführung, Fassungen und Rezeption
Die Uraufführung fand am 10. Februar 1860 in Hamburg statt, die Philharmoniker Hamburg spielten dabei im Großen Wörmschen Konzertsaal unter Leitung des Komponisten selbst. In diesem Konzert erklang außerdem das Violinkonzert von Beethoven mit dem Solisten Joseph Joachim, Brahms übernahm zudem die Solistenrolle im Klavierkonzert von Schumann. Unter den Zuhörern dieser Aufführung waren Clara Schumann und Joseph Joachim.
In der Presse fand die 2. Serenade geteilte Aufnahme. Nach der zweiten Aufführung, die am 26. November 1860 im Leipziger Gewandhaus unter der Leitung des Komponisten stattfand, schrieb ein Rezensent:

„Die Serenade des Herrn Brahms erstens ist ein zähes, ewig zwischen Wollen und Nichtkönnen umherschwankendes, und vor allen Dingen urlangweiliges Product. Die Erfindung darin ist mager und dürftig, und die Arbeit macht verzweifelte Anstrengungen, um polyphon und gelehrt zu erscheinen – es bleibt aber leider nur bei den Anstrengungen und Anläufen. Herr Brahms muß sich immer vergegenwärtigen, daß guter Wille und tüchtige Gesinnung allein noch kein Kunstwerk ausmachen.“

Eine andere Rezension hob hingegen 1861 „Die reizende Einfachheit der ganzen Behandlung, welche die zweite Serenade so besonders auszeichnet […]“ und „[…] Präzision und Klarheit des Ausdrucks“ hervor. 1862 erklang das Werk mit den New Yorker Philharmonikern unter Karl Bergmann erstmals in New York. 1863 fand die Wiener Erstaufführung unter Otto Dessoff statt. Erfolge waren Aufführungen 1872 in Baden-Baden (unter Leitung von Brahms) oder 1875 im Londoner Crystal Palace.
Die 2. Serenade wurde Ende 1860 im von Fritz Simrock geführten Verlag N. Simrock, dem späteren Hauptverleger von Brahms, gedruckt, ebenso ein gleichfalls 1860 entstandenes Arrangement für Klavier zu vier Händen vom Komponisten selbst. 1875 wurde eine von Brahms revidierte Fassung publiziert, die Details der Orchestration und Phrasierung sowie größere Änderungen der Dynamik in allen Sätzen umfasst. Anlässlich der Uraufführung der revidierten Fassung am 21. Dezember 1875 mit dem Breslauer Orchesterverein unter Bernhard Scholz gestattete Brahms, dass das Oboensolo im Trio des Menuetts von einer Violine übernommen wurde.
Brahms selbst hielt große Stücke auf die 2. Serenade, so schrieb er anlässlich der Fertigstellung des Arrangements für Klavier zu vier Händen 1860 an Joachim: „[…] Mir war ganz wonniglich dabei zumute. Mit solcher Lust habe ich selten Noten geschrieben […]“. 1875 schrieb er – nicht ohne Seitenhieb an einen Komponistenkollegen – Bernhard Scholz, dem Dirigenten der Breslauer Uraufführung der revidierten Fassung: „[…] Als ich den Briefbogen nahm, hatte ich doch wohl so heimlich etwas Wagnersche Neigung, über mein schönes Opus sehr Schönes und Weitläufiges zu schreiben! […]“
Die 2. Serenade ist in einer Reihe von Einspielungen auf Tonträger greifbar, darunter solchen unter Leitung von Kurt Masur, Heinz Bongartz, Jiří Bělohlávek, Arturo Toscanini, Claudio Abbado, Gary Bertini oder Bernard Haitink. Dennoch zählt sie, eher noch als die 1. Serenade, zu den im Konzertsaal seltener erklingenden Orchesterwerken von Brahms.